# Svetislav Jovanović
Svetislav Jovanović (cyr. Светислав Јовановић; ur. 15 marca 1861 we Vršacu, zm. 25 lutego 1933 w Paryżu) – malarz serbski, przedstawiciel realizmu i szermierz, brat Paji Jovanovicia.

## Życiorys
Był drugim synem fotografa Stevana Jovanovicia i jego żony Ernestiny. Po ukończeniu szkoły we Vršacu przeniósł się do gimnazjum w Wiedniu, gdzie rozpoczął naukę malarstwa. W 1879 studiował malarstwo w Petersburgu, a następnie w Paryżu pod kierunkiem Bonneta i Lefèbvre'a. Po ukończeniu studia zamieszkał w brata Paji Jovanovicia w Monachium i malował w jego pracowni.
W 1891 osiedlił się na stałe w Paryżu, początkowo w dzielnicy Montmartre, gdzie mieściła się jego pracownia. W 1900 prace Jovanovica zostały zaprezentowane na Wystawie Światowej w Paryżu w pawilonie serbskim. W 1927 jego prace zaprezentowano w Belgradzie, a w 1931 w Zagrzebiu.
Oprócz malarstwa uprawiał sport - pływanie, jazdę konną i szermierkę. Największe sukcesy odnosił w walce na szable. Przez kilka lat pełnił funkcję prezesa klubu szermierczego w Paryżu. Po I wojnie światowej był zaangażowany w działalność na rzecz społeczności serbskiej w Paryżu pomagając rodakom, którzy przybyli do stolicy Francji.
Odznaczony Orderem Orła Białego, Orderem Świętego Sawy i Orderem Daniły I. W 1929 z rąk prezydenta Francji Gastona Doumergue'a otrzymał Order Legii Honorowej. Zmarł w Paryżu, pochowany na cmentarzu Père-Lachaise.

## Twórczość

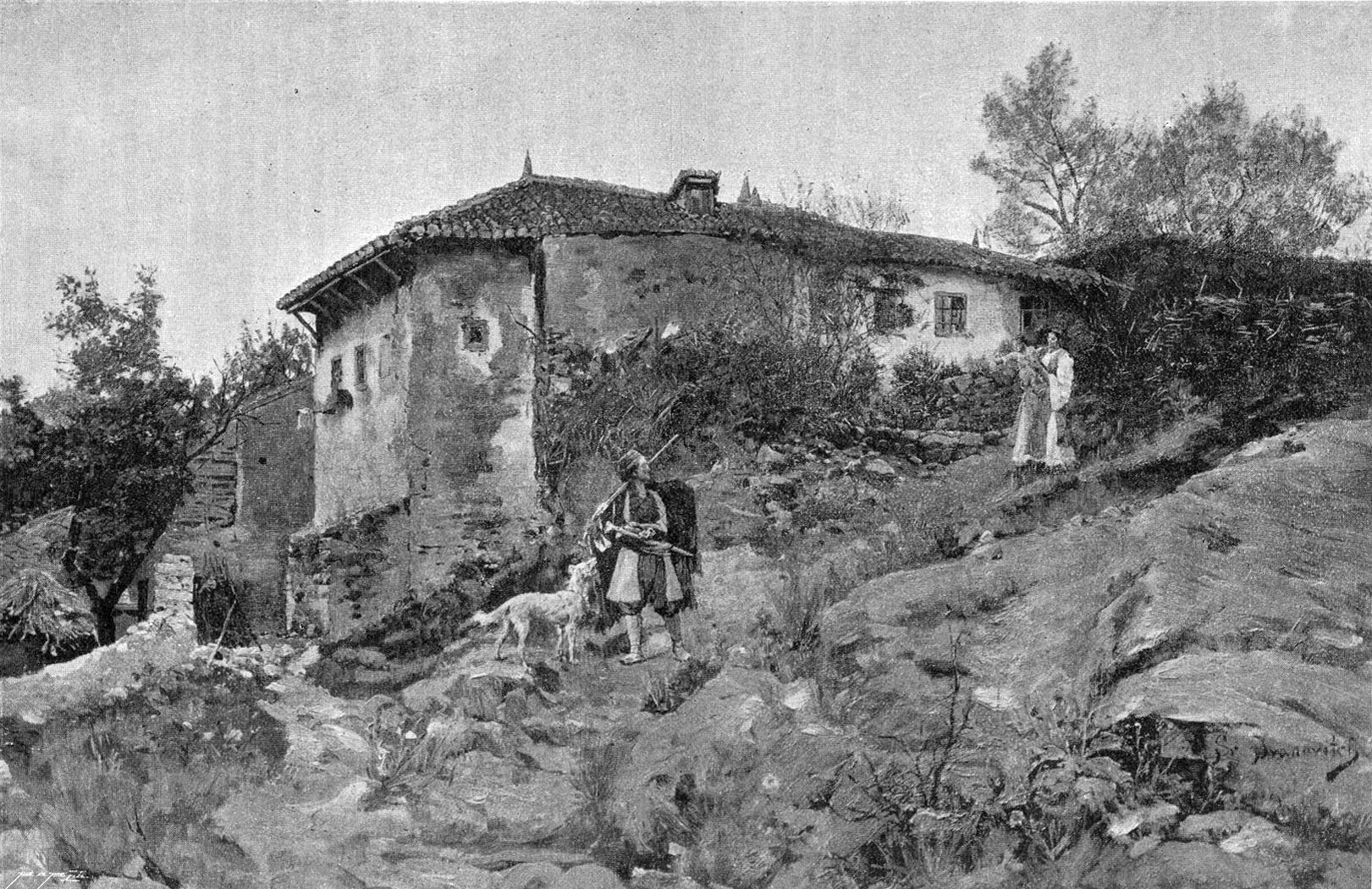
Wyjście na polowanie (1899)

Większość jego dzieł stanowią realistyczne portrety postaci z Bałkanów. Malował także sceny folklorystyczne, sceny rodzajowe i pejzaże nadmorskie. Wykonywał także ilustracje do magazynów francuskich. W 1921 namalował autoportret, który został wyróżniony nagrodą na wystawie w Bordeaux w roku 1927. Większość obrazów podpisywał „St. Iwanowicz”.
Większość dzieł Jovanovicia znajduje się w zbiorach Muzeum Miasta Belgradu i w Muzeum Narodowym.